# Georg Hornstein
Georg Hornstein ( née à Berlin, le 8 décembre 1900 / Buchenwald, camp de concentration,Décédé le 3 septembre 1942) il était un juif allemand. Il a combattu dans la résistance durant la période du National-Socialisme (nazisme). La revendication de sa judéité, qu’il fit en 1942 au cours de l’une des périodes où il était prisonnier de la Gestapo, a souvent été citée en exemple de la résistance juive au régime national socialiste.

## Biographie
Né à Berlin, Georg Hornstein est le fils d’un commerçant. Il grandit à Düsseldorf où la famille a emménagé en 1902 et où ses parents tenaient une boutique sur l’élégante Königsallee. Nanti du baccalauréat (abitur) et après un bref passage à l'École de Commerce de Cologne, Hornstein s’engage comme volontaire vers la fin de la Première Guerre mondiale, en janvier 1918. D’abord envoyé à Vienne, il sert comme enseigne à Cracovie jusqu’à sa démobilisation, en novembre 1918.
Il poursuit ensuite ses études à Cologne, Paris, Londres et Buenos Aires jusqu’à son retour à Düsseldorf en 1926. Après la prise du pouvoir par le parti National Socialiste, Hornstein émigre à Amsterdam où il ouvre un négoce de cuir. Lorsque la guerre d’Espagne éclate, il s’engage comme volontaire dans l’armée espagnole à Barcelone. Il appartient au Bataillon Thälmann des brigades internationales, formé par des combattants de langue allemande. Grièvement blessé lors du siège de Madrid, il continue néanmoins à servir comme officier dans les communications à Albacete, de septembre 1936 jusqu’en avril 1938.
De retour à Amsterdam, il se consacre à ses affaires. En mai 1940, pendant la Deuxième Guerre mondiale, alors que les Nazis occupent les Pays-Bas, il parvient à liquider son commerce. Il investit le fruit de la vente dans de la joaillerie et d’autres valeurs. Cependant, il ne réussit pas à quitter les Pays-Bas et à fuir à l’étranger. 
Hornstein est appréhendé par les services de la Police Sécurité (Sicherheitsdienst ou S.D.) et transféré à la prison de Düsseldorf où il est d’abord détenu puis torturé.
Durant l’une de ses périodes de détention par la Gestapo, Hornstein écrit la déclaration suivante, à propos de son identité juive :
"Je possède la citoyenneté allemande, en accord avec la lettre de la loi, je suis considéré comme un citoyen allemand. Cependant, en tant que juif, j’ai de fait perdu tous mes droits en Allemagne et c’est pourquoi j’ai été contraint de chercher une autre patrie (...). En tant que juif, j’ai combattu (en Espagne) pour mes convictions et mes droits. Du fait des circonstances présentes je ne me considère plus comme allemand et utiliserai toutes les opportunités qui pourront m’être offertes pour devenir citoyen d’un autre pays où, en tant que juif, je serai prêt à n’importe quel moment à combattre pour mes droits. Je n’ai aucun autre commentaire à faire". 
Georg Hornstein, Rapport d’interrogatoire de la Gestapo, 24 janvier 1942,.
Sur la foi du rapport de l’interrogatoire et des évaluations des responsables, le 6 mars 1942, Hornstein a été placé en détention préventive de niveau trois (noté particulièrement dangereux) et transféré an camp de concentration de Buchenwald où il arriva le 7 mai 1942. Là, objet d’une surveillance spéciale, il ne fut pas autorisé à travailler. Entretemps, sa mère Hulda Hornstein fut déportée de Düsseldorf vers Theresienstadt le 21 juillet 1942. Georg Hornstein fut exécuté par des commandos S.S. le 3 septembre 1942, à Buchenwald.